# Osvaldo Suárez
Osvaldo Suárez, född 17 mars 1934, död 16 februari 2018, var en argentinsk friidrottare. Han deltog vid olympiska sommarspelen 1960 och olympiska sommarspelen 1964.